# Villa Clara (Argentina)
Villa Clara é um município da província de Entre Ríos, na Argentina.